# 五梁
五梁（？—？），字德山，犍為南安人。三國時蜀漢官員。

## 生平
以精通儒學和有節操著稱，由議郎升為諫議大夫和五官中郎將。

## 三國演義
91回提及諸葛亮任命杜微為尚書。和三國志有所出入。